# Tenabo
Tenabo (Yucateeks Maya: Tenaab) is een stadje in de Mexicaanse staat Campeche. Tenabo heeft 6.934 inwoners (census 2005) en is de hoofdplaats van de gemeente Tenabo.